# 六兆年と一夜物語
「六兆年と一夜物語」（ろくちょうねんといちやものがたり）は、kemuのオリジナル曲。

## 概要
KEMU VOXXの楽曲はすべて世界観が統一されており、六兆年と一夜物語はその4作目にあたる。歌唱にはIAを使用している。
同曲はスマホアプリ『プロジェクトセカイ カラフルステージ! feat. 初音ミク』に収録され、YouTube上ではLeo/needの星乃一歌（声: 野口瑠璃子）と初音ミク（声: 藤田咲）が歌うセカイver.のフルサイズが公開されている。

## 評価
2024年11月現在、YouTubeに投稿された動画は5348万以上の再生数を記録している。また、ニコニコ動画に投稿された動画は2021年12月27日17時56分に、同サイトに投稿されたVOCALOID曲としては10本目となる1000万回再生を突破した。

## 収録アルバム
| 発売日        | タイトル                                           | レーベル                             |
| ------------- | -------------------------------------------------- | ------------------------------------ |
| 2012年5月10日 | PANDORA VOXX                                       | Subcul-rise Record                   |
| 2012年6月13日 | V♡25 -cantabile-                                   | ドワンゴ・ユーザーエンタテインメント |
| 2012年8月1日  | EXIT TUNES PRESENTS Vocaloconnection feat.初音ミク | EXIT TUNES                           |
| 2012年9月26日 | IA THE WORLD 〜風〜                                | ティームエンタテインメント           |
| 2013年3月27日 | PANDORA VOXX complete                              | avex trax                            |
| 2013年10月2日 | VOCALOID 超BEST -impacts-                          | ドワンゴ・ユーザーエンタテインメント |
| 2022年1月19日 | IA SUPER BEST -THE CREATORS-                       |                                      |

## カバー
- Roselia［湊友希那（相羽あいな）］ - 2018年6月4日にゲーム『バンドリ! ガールズバンドパーティ!』に追加収録[4]。

| 発売日         | 名前                      | タイトル                                                         |
| -------------- | ------------------------- | ---------------------------------------------------------------- |
| 2013年3月13日  | ぐるたみん                | 『EXIT TUNES PRESENTS る ～そんなふいんきで歌ってみた～』        |
| 2014年1月8日   | ぐるたみん                | 『EXIT TUNES ACADEMY BEST 3』                                    |
| 2014年4月23日  | 和楽器バンド              | 『ボカロ三昧』                                                   |
| 2014年7月30日  | _（アンダーバー）         | 『EXIT TUNES PRESENTS フツーバム ～フツーダムに歌ってみた～』    |
| 2017年11月29日 | 和楽器バンド              | 『軌跡 BEST COLLECTION+』                                        |
| 2018年12月19日 | 鹿乃                      | 『rye』                                                          |
| 2020年3月25日  | 和楽器バンド              | 和楽器バンド『軌跡 BEST COLLECTION Ⅱ』                           |
| 2020年5月20日  | 円城寺三毛（CV:小野友樹） | 『ACTORS-Singing Contest Edition-』                              |
| 2020年5月27日  | Roselia                   | 『バンドリ！ ガールズバンドパーティ！ カバーコレクション Vol.4』 |
| 2020年10年16日 | ココツキ                  | 『Trinity』                                                      |
| 2022年5月11日  | 星乃一歌&初音ミク         | 『Leo/need SEKAI ALBUM vol.1』                                   |
| 2022年7月16日  | Roselia                   | 『ガルパ ボカロカバーコレクション』                              |
| 2024年4月17日  | SorAZ（ときのそら、AZKi） | 配信限定シングル「六兆年と一夜物語」                             |
| 2025年3月5日   | 反田葉月                  | 配信シングル「六兆年と一夜物語 covered by 反田葉月」             |

## 書籍化
角川書店より小説化されている。

## 関連リンク
- プロジェクトセカイ カラフルステージ! feat. 初音ミク